# René Clemencic
René Clemencic, né le 27 février 1928 à Vienne et mort le 8 mars 2022,, est un compositeur, claveciniste, musicologue et chef d'orchestre autrichien. Il a été un des pionniers de la redécouverte des musiques médiévales.

## Biographie
Né dans une famille cosmopolite comportant notamment des ancêtres polonais et hongrois, René Clemencic parle couramment l'allemand, l'italien et le français. Il apprend d'abord le piano et le clavecin, puis la flûte à bec à Nimègue et à Berlin. Il étudie la philosophie, les mathématiques et l'ethnologie, avant de se consacrer à la musique, d'abord à Paris, à la Sorbonne et au Collège de France, puis à l'Université de Vienne, où il a obtenu un doctorat en philosophie.
En 1957, il commence une carrière de virtuose du clavicorde, du clavecin et de la flûte à bec. Il utilise, pour ses concerts, les instruments de sa collection, qui proviennent du monde entier. Il fonde, en 1969, un ensemble de musique ancienne à géométrie variable, le Clemencic Consort, avec lequel il se propose de rendre leur notoriété aux chefs-d'œuvre méconnus du Moyen Âge, de la Renaissance et de la musique baroque, ainsi que de les faire connaître au grand public. Le Clemencic Consort n'utilise que des instruments anciens ou des copies de ces derniers. René Clemencic s'impose immédiatement comme chef d'orchestre, se spécialisant dans l'exécution des œuvres baroques. Il interprète également, avec le Clemencic Consort, des œuvres contemporaines écrites pour instruments anciens. Dans les années 1970, il publie, avec le Clemencic Consort et le vielliste René Zosso, une série d'enregistrements de musiques profanes du Moyen Âge, enregistrements qui vont révolutionner la perception jusqu'alors couramment admise, de la musique de cette époque. Il en montre le caractère joyeux et festif, voire paillard, en opposition avec la vision guindée en vigueur, qui s'appuyait essentiellement sur la musique religieuse (René Clemencic parle à ce sujet, de « puritanisme » et de « cécilianisme »). Il n'oublie cependant pas cette dernière, et propose une interprétation très personnelle des Cantigas de Santa Maria.
Très actif aussi comme compositeur, il a écrit diverses œuvres, représentées plusieurs fois, par le Clemencic Consort ou par d'autres formations orchestrales du monde entier.
Il a également pratiqué le galoubet.

## Œuvres
Parmi les œuvres les plus représentatives de René Clemencic, on peut noter :
- Missa Mundi - messe en latin pour 5 voix et orchestre (1981)
- Unus Mundus - oratorio pour instruments à vent et percussions (1986)
- Drachenkampf (le combat du dragon) - ballet (1987)
- Kabbala - oratorio en hébreu pour 5 voix et orchestre (1992)
- Der Berg- opéra de chambre pour 4 voix et orchestre (1993)
- Apokalypsis - oratorio en grec ancien - (1996)
- Stabat Mater - (2001)

René Clemencic a aussi composé d'autres œuvres de musique de chambre et pour orchestre à cordes.

## Discographie
La discographie de René Clemencic, soit comme soliste (clavicorde, clavecin, flûte à bec, flûte de corne, flûte de berger, peigne musical), soit avec le Clemencic Consort, comprend plus de 100 disques enregistrés sur une période d'un demi-siècle.

### Interprète
- Carmina Burana - Version originale et intégrale - Clemencic Consort, Schola, Choralschola der Wiener Hofburgkapelle (5 disques vinyles; 1974–1977) : 
  - Vol. 1 - Vinyle 33 tr Harmonia Mundi 335 (1974)
  - Vol. 2 - Vinyle 33 tr Harmonia Mundi 336 (1975)
  - Vol. 3 - Chansons de printemps et d'amour - Messe des joueurs  - Vinyle 33 tr Harmonia Mundi 337 (1975)
  - Vol. 4 - L'amour et l'argent - Vinyle 33 tr Harmonia Mundi 338 (1976)
  - Vol. 5 - Plaintes mariales du jeu de la passion - Vinyle 33 tr Harmonia Mundi 339 (1977)
  - Réédition en 3 CD Harmonia Mundi "Musique d'abord" 190336.38 (1990)
- Le Roman de Fauvel - Clemencic Consort, René Zosso (récitant et vielle à roue) - CD Harmonia Mundi "Musique d'abord" HMA 190994 (1976, réédition 1992)
- Molière - Musique du film d'Ariane Mnouchkine (1978) - Œuvres de René Clemencic, Jean-Baptiste Lully et al. - Clemencic Consort, Deller Consort, Alfred Deller - Vinyle 33 tr Harmonia Mundi HM1020 (1978)
  - CD Harmonia Mundi "Musique d'Abord" 901020
- René Clemencic et ses flûtes - Wolfgang Reithofer, Esmail Vasseghi (de), Andràs Kécskès, Peter Widensky - Harmonia Mundi, 1977, rééd. HMA 190384
- Les très riches heures du Moyen Âge - A medieval journey - Sœur Marie Keyrouz, Ensemble Organum, Paul Hillier, Marcel Pérès, Deller Consort, Clemencic Consort, Anonymous 4, The Hilliard Ensemble, The Newberry Consort, Mary Springfels, Paul O'Dette - 6 CD Harmonia Mundi HMX 90649/54 (10/1995)
- Johann Joseph Fux - Requiem - Clemencic Consort - CD (09/1996)
- Giovanni Gabrieli - Musique pour la gloire de Venise - Canzoni et Sonate - Consort Fontegara - CD (10/1996)
- Flûte à bec, luth et guitare - András Kecskés - CD Harmonia Mundi "Musique d'abord" 90427 (06/2000)
- Gilles Binchois - Chansons - Missa ferialis - Magnificat  - CD Musique en Wallonie (2003)
- Antonio Vivaldi - Serenata a tre - Clemencic Consort - 2 CD (09/2003)
- Gian-Battista Pergolesi - Stabat Mater - Salve Regina - Clemencic Consort, Gérard Lesne, Mieke van der Sluis, Fabio Biondi - CD Musidisc Accord 200 062 (2004)
- Guillaume de Machaut -  La Messe de Nostre Dame - Clemencic Consort, Ensemble Nova, Polifonica Lucchese e Capella Santa Cecilia - CD Arte Nova 85289 (en 01/2004)
- Jean-Jacques Rousseau - Le Devin du village - Alpe Adria Ensemble, 'Coro Gottardo Tomat' Di Spilimbergo, Giorgio Kirschner, Dongkyu Choy (chant), Eva Kirchner (chant), Thomas Muller De Vries - CD Nuova Era B00002DFNM (Première édition en décembre 1991, rééditée le 26 février 2004)
- Musique sacrée à la Chapelle de la cour de Vienne - Œuvres de Heinrich Isaac, Josquin Desprez et Hans Kotter - Clemencic Consort, Wiener Sängerknaben - CD (08/2004)
- La Messe de Tournai - Codex musical de las Huelgas - Clemencic Consort, Choralschola der Wiener Hofburgkapelle - Oehms Classics 361 (04/2005)
- Heinrich Ignaz Franz von Biber - Balletti & Sonatas for Trumpets and Strings - Clemencic Consort, Claudio Ronco, Hiro Kurosaki - Oehms Classics 515 (06/2005)
- Late gothic and renaissance masterworks clavichord 1 - CD (08/2005)
- Jagd nach Liebe - Chants médiévaux d'amour - Œuvres de Martin Codax et Gherardellus de Florence - Clemencic Consort - CD (09/2005)
- Antonio Caldara - Missa Dolorosa - Stabat Mater - Aura Musicale Budapest, Coro della Radio Svizzera Italiana - CD Naxos 8.554715 (2006)
- Johann Joseph Fux - Baroque Chamber Music at the Viennese Court - Clemencic Consort - CD Oehms Classics 556 (03/2006)
- Antonio Salieri - Axur, Re d'Ormus - Eva Mei, Andrea Martin - 2 CD (10/2006)
- Antonio Vivaldi - L'Olympiade - Gérard Lesne, Aris Christoffelis - 2 CD (10/2006)
- Eine schöne Rose blüht - Hungarian Anonymous, Medieval Hungarian Polyphony Anonymous and Christmas Traditional  - CD Oehms Classics (2008)
- Carmina Burana - Manuscrit original - CD (01/2008)
- Tomaso Albinoni -  Il nascimento dell'aurora - 2 CD Oehms (02/2008)
- Johann Joseph Fux - Dafne in lauro - 2 CD (01/2009)
- Mysterium Passio et Resurrectio - Cividale Manuscript, Biblioteca Comunale Anonymous  - Clemencic Consort -  CD Nuova Era (2009)
- Joao de Sousa Carvalho - Testoride Argonauta - Théâtre des Champs Elysées, Paris 1990 - Elisabeth von Magnus, Curtis Rayam - 2 CD Nuova Era (02/2009)
- Carmina Burana - Version originale du codex Buranus - Clemencic Consort - SACD Oehms Classics 635 (03/2009)
- Torrejon y Velasco - La Purpura de la rosa - Ensemble La Cappella, Orchestre baroque du Clemencic Consort - CD Nuova Era 6936 (04/2009)
- La Fête de l'Âne - Clemencic Consort - CD Harmonia Mundi "Suite" HMC 7901036
- Troubadours - Cantigas de Santa Maria - Clemencic Consort - 4 CD Harmonia Mundi HMX 2901524.27
- Ludwig Senfl - Motette - Lieder - Oden - Clemencic Consort - CD Accord 220632
- Johannes Ockeghem - Missa Prolationum - 6 chansons - Clemencic Consort - CD Accord ACC 220 672
- Duo, René Clemencic, flûtes à bec et Esmail Vasseghi, santur, percussions - CD Accord 220812, 1987
- Festliche Bläsermusik des Barock - Ensemble Musica Antiqua - Vinyle 33 tr Archiv 198 405
- Giovanni Pierluigi da Palestrina - Madrigali e Ricercare - Regensburger Domchor, Hans Krems, Ensemble Musica Antiqua - Vinyle 33 tr Archiv 198 434
- Dunstable - Cathedral Sounds - Sacred music of the late English Gothic - Clemencic Consort - CD Arte Nova 34055
- Kugelmann - Concentus Novi - Clemencic Consort - CD Arte Nova 34056
- Tabulatur des Clemens Hör - CD Arte Nova 39105
- Johannes von Lublin - Tabulatura 1540 - Arte Nova 39116
- Pasterwiz - Organ & Harpsichord Music - CD Arte Nova 51637
- Johannes Ockeghem - Cathedral Sounds - René Clemencic Edition Vol.5 - Clemencic Consort - CD Arte Nova 56351
- O rosa bella - English and Continental Music from the Late Gothic Period - Clemencic Consort - CD Arte Nova 59210
- Christmas in Old Austria - Clemencic Consort - Arte Nova 885080
- Dufay - Cathedral Sounds - Magnificat, Hymni, Motetti - Clemencic Consort - CD Arte Nova 92584
- Meisterwerke der Spätgotik und der Renaissance aus dem clavichord - Vol. 1: Antonio de Cabezón & Josquin Desprez - 2 CD Arte Nova 92781 *Late Gothic and Renaissance Masterworks, Volume 2 - Clavichord works - 3 CD Arte Nova 99053
- Anonymous from Beauvais - Ludus Danielis - Liturgical Drama of the XII Century - Clemencic Consort - Aura Classics 184
- Pergolesi - Motets - Ensemble Vocale di Napoli, Scarlatti Orchestra of Naples - CD Bella Voce 2020
- Kirchenmusik der Salzburger Renaissance - Musica Antiqua, Vienna - Vinyle 33 tr Disques Charlin 67
- Ciconia - Madrigaux & Ballades - Clemencic Consort - Vinyle 33 tr Harmonia Mundi 10 068
- Gilles Binchois - Chansons, Missa Ferialis, Magnificat - Clemencic Consort - Vinyle 33 tr Harmonia Mundi 10 069
- Claudio Monteverdi - Messe à quatre voix avec trombones - La naissance du Baroque : Grandi, Frescobaldi, Palestrina, Bassano - Deller Consort, Clemencic Consort, Alfred Deller - Vinyle 33 tr Harmonia Mundi "Deller Recordings" 221
- Troubadours I - III - Clemencic Consort - 3 disques vinyle 33 tr Harmonia Mundi 396-398
- Danses du Moyen Âge - Estampie - Saltarello - Trotto - Virelai - Ballade - Basse danse - Clemencic Consort, Ensemble Ricercare - 2 disques vinyle 33 tr Harmonia Mundi 2 472
- Ancient Hungarian & Transylvanian Dances - Clemencic Consort - CD Harmonia Mundi "Musique d'abord" 1901003
- Danses de la Renaissance - Ensemble des Instruments anciens Harmonia Mundi - Vinyle 33 tr Harmonia Mundi 610
- Guillaume Dufay - "Missa Sine Nomine" - Livre de Danses de Marguerite d'Autriche - Clemencic Consort - Vinyle 33 tr Harmonia Mundi 939
- Les plaisirs de la Renaissance - Danses et chansons - Vandersteene, Kécskès - Vinyle 33 tr Harmonia Mundi 963
- Benedetto Marcello - Sonates pour flûte et basse continue - Vinyle 33 tr Harmonia Mundi 975
- Les Cantigas de Santa Maria - Vol. 1-3 - Clemencic Consort - 3 disques vinyle 33 tr Harmonia Mundi 977-979
- Répertoire pour les jeunes flûtistes - Vol. 1-2 - 2 disques vinyle 33 tr Harmonia Mundi 981-982
- Guillaume Dufay - Messe "Ave Regina Coelorum" - Clemencic Consort - Vinyle 33 tr Harmonia Mundi 985
- Claudio Monteverdi - Il combattimento di Tancredi e Clorinda - Clemencic Consort - CD Harmonia Mundi "Musique d'abord" 190986
- Improvisations avec Djamchid Chemirani - Vinyle 33 tr Harmonia Mundi 987
- Basses Danses et Chansons 1450-1550 - Le Chansonnier de Marguerite d'Autriche - Le Livre des Basses Danses de Marguerite d'Autriche - Clemencic Consort - Vinyle 33 tr Harmonia Mundi 990
- Guillaume Dufay - Missa Caput - Clemencic Consort - Vinyle 33 tr Harmonia Mundi 996
- Guillaume Dufay - Missa Ecce ancilla - Clemencic Consort - Vinyle 33 tr Harmonia Mundi 997
- Jacob Obrecht - Missa Fortuna Desperata - Clemencic Consort - Vinyle 33 tr Harmonia Mundi 998
- Heinrich Isaac - Grands Motets Solennels - Ensemble Chanticleer de San Francisco, Clemencic Consort - Vinyle 33 tr Harmonia Mundi 1160
- Motetten und Madrigale der Renaisasance - Œuvres de Josquin Des Prés et Cyprien de Rore - Die Prager Madrigalisten, Musica Antiqua, Wien - Vinyle 33 tr Intercord 943-09 K (J 943)
- Mysterium passionis et resurrectionis festum sanctissimæ Paschæ - Clemencic Consort - CD Nuova Era "Ancient Music" 7054
- Geistliche Musik der Wiener Hofkapelle Kaiser Maximilian I - Clemencic Consort - Oehms Classics 340
- Laudate Pueri - Baroque Christmas Music - Clemencic Consort - Oehms Classics 350
- Hadomar von Laber - Jagd nach Liebe - A 14th Century "Minneallegorie" in songs and dances - Clemencic Consort - Oehms Classics 519
- Christmas Music from Old Hungary - Clemencic Consort - Oehms Classics 583
- Old English Vocal Music - Musica Antiqua Vienna, Prague Madrigal Singers, Miroslav Venhoda - Vinyle 33 tr Supraphon 50714
- Musique ancienne tchèque - Musica Antiqua Vienna, Prague Madrigal Singers, Miroslav Venhoda, Czech Singers' Chorus, Josel Veselka, Kühn Children's Chorus, Markéta Künova - Vinyle 33 tr Supraphon ST 59453
- The Oldest Czech Polyphony Pt. II - Musica Antiqua Vienna, Prague Madrigal Singers, Miroslav Venhoda, Czech Philharmonic Chorus, Josel Veselka - Vinyle 33 tr Supraphon ST 59564
- Harant - Missa Quinis vocibis - Handl-Gallus - Missa super "Elisabethae Impletum Est Tempus" - Prague Madrigalists, Miroslav Venhoda, Musica Antiqua Vienna - Supraphon 3716
- Hans Sachs und seine Zeit - Eberhard Kummer, Trio des Clemencic Consort - CD Stradivarius 33361
- Motetus - Music at the Time of Notre-Dame in Paris - Visse, Brownless, Mentzel, Mason, Clemencic Consort - CD Stradivarius 33398
- Josquin des Prés - Missa "L'homme armé" - Madrigals - Motets - Prague Madrigal Singers & Musica Antiqua, Vienna, Miroslav Venhoda - 33tr Supraphon 50553
- Medieval Music at the Prague Royal Court - Musica Antiqua Vienna, Prague Madrigal Singers, Miroslav Venhoda - Vinyle 33 tr Supraphon 50598
- Gabrieli - Canzoni et Sonate da sonar - Consort Fontegara - CD Tactus 550701
- Guillaume Dufay - Mass Se la face ay pale - Jacob Obrecht - Mass Sub tuum praesidium confugimus - Vienna Chamber Choir with Ensemble of Renaissance Instruments, Hans Gillesberger - CD Vanguard Classics "The Bach Guild" 08 2033 71
- Carols and Motets for the Nativity of Medieval and Tudor England - Deller Consort, Alfred Deller, Musica Antiqua Vienna - Vinyle 33 tr Vanguard "The Bach Guild" BGS-5066
- Christmas Carols & Motets of Medieval Europe - The Deller Consort, Alfred Deller, Musica Antiqua Vienna - Vinyle 33 tr Vanguard "The Bach Guild" BGS-680
- Amar e Trobar - Leidenschaft & mysterium im mittelalter - Ensemble Oni Wytars - CD Verlag der Spielleute 9307
- Johannes Ockeghem - Requiem - Les Madrigalistes de Prague, Miroslav Venhoda - 33tr Valois MB 764
- Carmina Burana Vol. 1-4 - Clemencic Consort - 4 disques vinyle 33 tr Ars Nova C4S 135
- Troubadours - Clemencic Consort - CD Harmonia Mundi 190396
- Dictionnaire des Danses de la Renaissance - Clemencic Consort de Vienne, Ricercare, Lionel Rogg, Canzona Ensemble, Jaye Consort, Ensemble de Cuivres Philip Jones, Harold Lester, Accademia Monteverdiana - 3 disques vinyle 33 tr Harmonia Mundi 446
- Quatre siècles de Danses - 4 disques vinyle 33 tr Harmonia Mundi 655-658
- Musique italienne des XVIIe et XVIIIe siècles - Œuvres de Cesti, d'India, Benedetto Marcello, Claudio Monteverdi... - Concerto Vocale, Clementic Consort, Les Arts Florissants - 10 disques vinyle 33 tr Harmonia mundi "Musique d'abord" 47 710
- Guillaume Dufay - Missa Sine Nomine / Missa Ecce ancilla - Clemencic Consort - CD Harmonia Mundi "Musique d'abord" 190939
- Carmina Burana - Les plus belles pages - Clemencic Consort - Vinyle 33 tr Harmonia Mundi 385
- Dictionnaire des Instruments anciens - Clemencic Consort, Ars Musicae de Barcelone, Ensemble Ricercare, Atrium Musicae, Schola Cantorum de Londres - 3 disques vinyle 33 tr Harmonia Mundi 3 445
- L'Europe musicale au Moyen Âge - France - Angleterre - Espagne - 3 CD Harmonia Mundi 290 859.61
- Un bal chez Rabelais - Ensemble d'Instruments anciens Harmonia Mundi, Ricercare de Zurich, Ars musicae de Barcelone - 33 tr Harmonia Mundi 931
- Benedetto Marcello - Sonates pour flûte - CD Harmonia Mundi "Musique d'abord" 190974
- A Celebration of Christmas Carols through the Ages - Deller Consort, Alfred Deller, Musica Antiqua Vienna - 4 CD Omega Vanguard Classics OVC 8050/53
- Resonanzen '96 - Musik aus den Habsburgerlanden - Clemencic Consort - CD ORF "Edition Alte Musik" 091
- Resonanzen '99 - Bürger - Bauer - Edelmann - Clemencic Consort - CD ORF "Edition Alte Musik" 215

### Compositeur
- Kabbala - Oratorio In Hebrew (1992) - Clemencic Consort - Col Legno 31861 (2009)